# Modlitebna v Berouně
Bývalá modlitebna se nachází ve městě Beroun na Husově náměstí jako čp. 77 v bývalém domě židovské náboženské obce.
V současnosti je využívána jako základní umělecká škola. Ve městě se také nachází židovský hřbitov.